# Loma de la Hacienda
Loma de la Hacienda är en ort i Mexiko.   Den ligger i kommunen Villa del Carbón och delstaten Mexiko, i den sydöstra delen av landet, 50 km nordväst om huvudstaden Mexico City. Loma de la Hacienda ligger 2 608 meter över havet och antalet invånare är 328.
Terrängen runt Loma de la Hacienda är kuperad åt nordväst, men åt sydost är den platt. Runt Loma de la Hacienda är det tätbefolkat, med 308 invånare per kvadratkilometer. Närmaste större samhälle är Veintidós de Febrero, 19,7 km sydost om Loma de la Hacienda. I omgivningarna runt Loma de la Hacienda växer huvudsakligen savannskog.